# ハナマルキ
ハナマルキ株式会社は、長野県伊那市西箕輪に本社を置く味噌製造メーカー。

## 概要
- マルコメと共に日本を代表する味噌製造業の一社。基幹商品は『風味一番』『おかあさん』。 加工食品製造もバラエティーに富んでおり、製菓製パン向けにクレープの自社製造も行っており、常温タイプでは国内シェア1位となっている。

- 創業者の名をとった「花岡金春（かねはる）商店」は当初醤油も扱っていたが、味噌専門店へと移行。その際に社号を「丸キ味噌」に変えた。その後、1963年（昭和38年）に名字から「花」の一文字を取って社名をハナマルキとした。

- 長野県・伊那工場は国内味噌メーカーの中で最新鋭設備を誇り、国際食品安全性基準であるHACCPやISOにも積極的に取組んでいる。長野県以外に、首都圏近郊の群馬県にも大利根工場を擁し、最近では近隣地を取得したことにより20,000坪を超える大工場となっている。1つの道府県のみに工場を持つ味噌メーカーが主流の中、唯一2県に主力工場を持ち、昨今ではその立地条件から供給リスク分散が評価されている。

- CMのサウンドロゴなどに使われているキャッチコピー「おみそなら、ハナマルキ」で広く知られている。2017年6月には「おみそなら、ハナマルキ」が音商標として認可登録（第5953610号）され[2]、2018年3月には「塩こうじなら、ハナマルキ」も音商標として認可登録（第6029681号）された[3]。

- 近年では塩こうじの販売に力を入れている。2012年4月にペースト状の塩こうじを新発売し、2012年10月には液体タイプの「 液体塩こうじ 」を発売。発売1ヶ月で売上が40万本を超えた[4]。2015年3月には、液体塩こうじとから揚げ粉をセットにした「塩から揚げの素」、2015年6月には、塩こうじとレモンを合体させた「塩こうじ レモン」を発売。塩こうじをシリーズ化し、拡販。基礎調味料として世の中に定着することを目指している。

- 2013年9月、凸版印刷と液体塩こうじについて「多層ラベル」を企画開発。ボトルのラベルが多層になっており、従来より約3倍の情報掲載を可能にした。なお、この「多層ラベル」は、2014年、第53回ジャパンパッケージングコンペティションで経済産業省商務情報政策局長賞を受賞した[5]。

- 液体塩こうじについては、2015年8月、日本食糧新聞「業務用加工食品ヒット賞」の和食部門でヒット賞を受賞[6]。また、同年8月、経済産業省 「The Wonder 500 ™（ザ・ワンダー・ファイブハンドレッド）」にて“世界にまだ知られていない、日本が誇るべき優れた地方産品”の1つに認定された[7]。

- 2015年4月、鶏肉加工品の生産・輸出拠点になっているタイにおける「液体塩こうじ」の販売・流通の強化を目的として、ハナマルキタイランドを設立[8]。

- 2015年9月、みそ商品で初めて国立循環器病研究センターの認定を受けた「かるしお」マーク付き商品を発売した[9]。

- 2016年5月、長野県伊那工場が、長野県下の味噌メーカーでは初めて、食品安全のための認証規格「 FSSC 22000（英語版） 」を取得[10]。

- 2016年10月、第59回全国味噌鑑評会にて農林水産大臣賞を受賞[11]。

- 2017年1月、液体塩こうじが 国内特許を取得、[12]2017年4月には米国、[13]2018年1月・台湾、[14]2019年2月・インドネシア、[15]2019年6月・中国で特許を取得[16]。

- 2017年5月、群馬県大利根工場が食品安全のための認証規格「ISO22000」を取得[17]。

- 「甘酒」領域にも新規参入。2017年6月より「透きとおった甘酒」を通販限定で抽選販売を実施。液体塩こうじの圧搾技術を応用し、甘酒を透明化した商品[18]。

- 2017年10月、第60回全国味噌鑑評会にて農林水産大臣賞を2年連続で受賞[19]。

- 2018年10月、長野県伊那工場が厚生労働省より「食品衛生優良施設」として表彰[20]。

- 2018年10月に、液体塩こうじの製造工場をタイに建設することを発表。液体塩こうじの海外展開を本格的に始める[21]。

- 2018年11月1日の創業100周年創業日には、100周年記念味噌「金春（かねはる）」を100セット限定で販売。「金春」は創業者である花岡金春の名を取った[22]。

- 2018年11月1日の創業100周年創業日に、長野県伊那工場内に、みそ作り体験の専用施設「みそ作り体験館」を一般オープンした[23]。

- 2018年12月、長野県伊那工場が長野県が推進する「職場いきいきアドバンスカンパニー」として認証される[24]。

- 2018年12月、長野県内の優れた企業活動や商品を表彰する「信州ブランドアワード」の大賞を受賞[25]。

- 2018年12月、経済的、社会的に優れた成果を挙げている企業を表彰する「グッドカンパニー大賞」の優秀企業賞を受賞[26]。

- 2018年12月、みそ作り体験館が、各国の建築家やディベロッパー、建築メディアが集結する世界最大規模の建築イベント「World Architecture Festival Awards 2018」の「生産エネルギー・リサイクル部門」「スモールプロジェクト部門」の2部門において、ファイナリストとして表彰[27]。また、2019年7月には、建築デザイン分野において世界的に権威ある賞の一つ「International Architecture Awards 2019」を受賞[28]。

- 2019年11月、第62回全国味噌鑑評会にて農林水産大臣賞を受賞。2016年、2017年、2019年と4年間で3度の受賞となった[29]。

- 2019年12月、日本の優れた商品・サービスを国内外に発信するプログラム「OMOTENASHI Selection （おもてなしセレクション）」にて「透きとおった甘酒」が金賞を受賞[30]。
- 2020年6月、「液体塩こうじ」と「塩こうじ 230g」が「日経POSセレクション2020」のSelection賞を受賞。「液体塩こうじ」は2019年に続き2年連続受賞となった[31]
- 2020年12月、タイ工場（Siam Hanamaruki Co., Ltd.）が、食品安全システムに関する国際認証規格である「FSSC 22000」を取得[32]
- 2021年1月、タイ工場（Siam Hanamaruki Co., Ltd.）が、英国小売業協会の「British Retail Consortium」が発行している食品安全のための規格「BRC(BRC Global Standard for Food Safety)」を取得[32]
- 2021年6月、群馬県大利根工場が、食品安全のための認証規格「FSSC 22000」を取得[33]
- 2021年6月、「減塩 からだに嬉しいしじみ汁 12食」「塩こうじ 230g」が「日経POSセレクション2021」のSelection賞を受賞。「塩こうじ 230g」は2020年に続き2年連続受賞となった[34]
- 2021年7月、2021秋の新商品発表会にて、70年前に同社が採用していた「追いこうじ製法」を復活させた「無添加減塩 追いこうじみそ 650G」を9月1日から発売すると発表した[35]
- 2021年10月、ハナマルキの戦略商品である「液体塩こうじ」で、ハラル認証を取得した液体塩こうじの開発に成功したと発表。従来の液体塩こうじは発酵調整のためにアルコールが必要だったが、新製法ではこうじ菌と酵母菌を使って発酵させることでアルコールを不要にした[36]
- 2021年10月、第70回長野県みそ品評会の「淡色系みそ1部・漉し」部門にて「最優秀賞」を受賞[37]
- 2022年3月、音楽ユニット「ずっと真夜中でいいのに。」とのコラボ商品を発表。単独公演の来場者限定で、オリジナルデザインの即席カップ味噌汁を配ったほか、特別映像も制作、YouTubeで配信した[38]
- 2022年3月、福利厚生の充実・活用に力を入れている法人を表彰する「ハタラクエール 2022」にて「福利厚生推進法人」の認証を取得[39]
- 2022年7月、イオンアグリ創造とコラボレーションし「青いトマト・プロジェクト」を始動。液体塩こうじと青いトマトをセットした商品をイオン農場SHOPで発売。廃棄処分されてきた「青いトマト」を液体塩こうじと組み合わせたレシピを発表。食品ロス削減にも取り組む[40]
- 2022年9月、塩こうじを粉末にした新しい調味料「熟成こうじパウダー」を発売。塩こうじを独自技術で加熱乾燥することでコク味成分を生み出す[41]
- 2022年10月、「液体塩こうじ」が「日経POSセレクション2022」のSelection賞を受賞。「液体塩こうじ」は2019年と2020年以来の、2年ぶり3度目の受賞となる[42]
- 2022年11月、第63回全国味噌鑑評会にて農林水産大臣賞を受賞。直近5回の鑑評会の中で4度の受賞となった[43]
- 2023年3月、みそ作り体験館が文化庁の食文化ミュージアムに認定される[44]
- 2023年8月7日、新ブランド「ハナマルキ醸造 麹 研究室（略称：HANAMARUKEN、ハナマルケン）」を立ち上げ、新商品を発表した。ハナマルケンは「『麹』の可能性を追求し、『麹』の未来を創る」というコンセプトを掲げ、業界の常識にとらわれず新商品の研究・開発に挑戦していくという[45]

## 沿革
- 1918年11月1日 - 長野県上伊那郡朝日村（現辰野町）において、マルキ印の商標名で味噌・醤油製造を開始。
- 1963年10月 - 東京都内に販売会社（ハナマルキ味噌販売株式会社）を設立
- 1964年8月 - 現在のハナマルキに商標変更
- 1983年8月8日 - CI導入を機に、社名をハナマルキに変更
- 1997年3月 - 1998長野冬季オリンピックのオフィシャルサプライヤーとなる
- 2000年6月 - 大利根工場、味噌製造においてISO9001認証を取得
- 2001年6月 - 伊那工場完成
- 2002年11月 - 新潟県にある味噌会社・株式会社マルダイから関連会社のマルダイ味噌販売株式会社を譲受
- 2003年10月 - 東京本社事務所・東京支店を東京都中央区日本橋茅場町に移転する。伊那工場、味噌製造においてISO9001認証を取得
- 2010年9月 - ハナマルキフーズ株式会社を設立。
- 2012年
  - 4月 - 本社を創業の地である長野県上伊那郡辰野町から長野県伊那市（伊那工場）へ移転。塩こうじを新発売。
  - 6月 - 大利根工場へコージェネレーションシステムを導入。大利根工場へ即席みそ汁自動化ラインを増設。
  - 8月 - 伊那工場、液化天然ガスにエネルギー転換。
  - 10月 - 液体塩こうじを新発売。
  - 12月 - 塩こうじ、日本食糧新聞社「食品ヒット大賞優秀ヒット賞」を受賞。
- 2015年
  - 4月 - ハナマルキ タイランド設立。
  - 8月 - 液体塩こうじ、日本食糧新聞社「業務用加工食品ヒット賞」を受賞。液体塩こうじ、経済産業省「The Wonder 500 ™（ザ・ワンダー・ファイ ブハンドレッド）」に認定
- 2016年
  - 5月 - 伊那工場、食品安全のための認証規格「FSSC 22000」を取得
  - 10月 - 第59回全国味噌鑑評会にて農林水産大臣賞を受賞
- 2017年
  - 1月 - 液体塩こうじ 国内特許取得
  - 4月 - 液体塩こうじ 米国特許取得
  - 5月 - 大利根工場、食品安全のための認証規格「ISO22000」を取得
  - 6月 - 「おみそな～らハナマルキ（音）」の商標登録が認可
  - 10月 - 第60回全国味噌鑑評会にて農林水産大臣賞を2年連続で受賞
- 2018年
  - 1月 - 液体塩こうじ 台湾特許取得
  - 3月 - 「塩こうじな～らハナマルキ（音）」の商標登録が認可
  - 10月 - 伊那工場、厚生労働省より「食品優良施設」として表彰
  - 10月 - 液体塩こうじの製造工場をタイに建設することを発表
  - 11月 - 創業100周年記念味噌「金春（かねはる）」を100セット限定で発売
  - 11月 - 伊那工場内に「ハナマルキ みそ作り体験館」オープン
  - 12月 - 伊那工場が長野県が推進する「職場いきいきアドバンスカンパニー」に認証
  - 12月 - 長野県内の優れた企業活動や商品を表彰する「信州ブランドアワード」の大賞を受賞
  - 12月 - 経済的、社会的に優れた成果を挙げている企業を表彰する「グッドカンパニー大賞」の優秀企業賞を受賞
  - 12月 - みそ作り体験館が「World Architecture Festival Awards 2018」の「生産エネルギー・リサイクル部門」「スモールプロジェクト部門」の2部門において、ファイナリストとして表彰
- 2019年
  - 2月 - 液体塩こうじ インドネシア特許取得
  - 6月 - 液体塩こうじ 中国特許取得
  - 7月 - みそ作り体験館が「International Architecture Awards 2019」を受賞
  - 11月 - 第62回全国味噌鑑評会にて農林水産大臣賞を受賞
  - 12月 - 日本の優れた商品・サービスを国内外に発信するプログラム「OMOTENASHI Selection （おもてなしセレクション）」にて「透きとおった甘酒」が金賞を受賞
- 2020年
  - 6月 - 中国駐在員事務所「日本华万喜食品株式会社青島代表处」を青島（山東省）に設立
  - 12月 - タイ工場（Siam Hanamaruki Co., Ltd.）、食品安全のための認証規格「FSSC 22000」を取得
- 2021年
  - 1月 - タイ工場（Siam Hanamaruki Co., Ltd.）、食品安全のための認証規格「BRC(BRC Global Standard for Food Safety)」を取得
  - 6月 - 大利根工場が、食品安全のための認証規格「FSSC 22000」を取得
  - 10月 - ハラル認証を取得した「HA液体塩こうじ」を発売開始
  - 10月 - 第70回長野県みそ品評会の「淡色系みそ1部・漉し」部門にて「最優秀賞」を受賞
- 2022年
  - 3月 ‐ 福利厚生の充実・活用に力を入れている法人を表彰する「ハタラクエール 2022」にて「福利厚生推進法人」の認証を取得
  - 9月 ‐ 塩こうじを粉末にした新しい調味料「熟成こうじパウダー」を発売
  - 11月 ‐ 第63回全国味噌鑑評会にて農林水産大臣賞を受賞
- 2023年
  - 3月 ‐みそ作り体験館が文化庁の食文化ミュージアムに認定される
  - 8月 ‐新ブランド「ハナマルキ醸造 麹 研究室（略称：HANAMARUKEN、ハナマルケン）」を立ち上げ、新商品を発表

## 主な製品

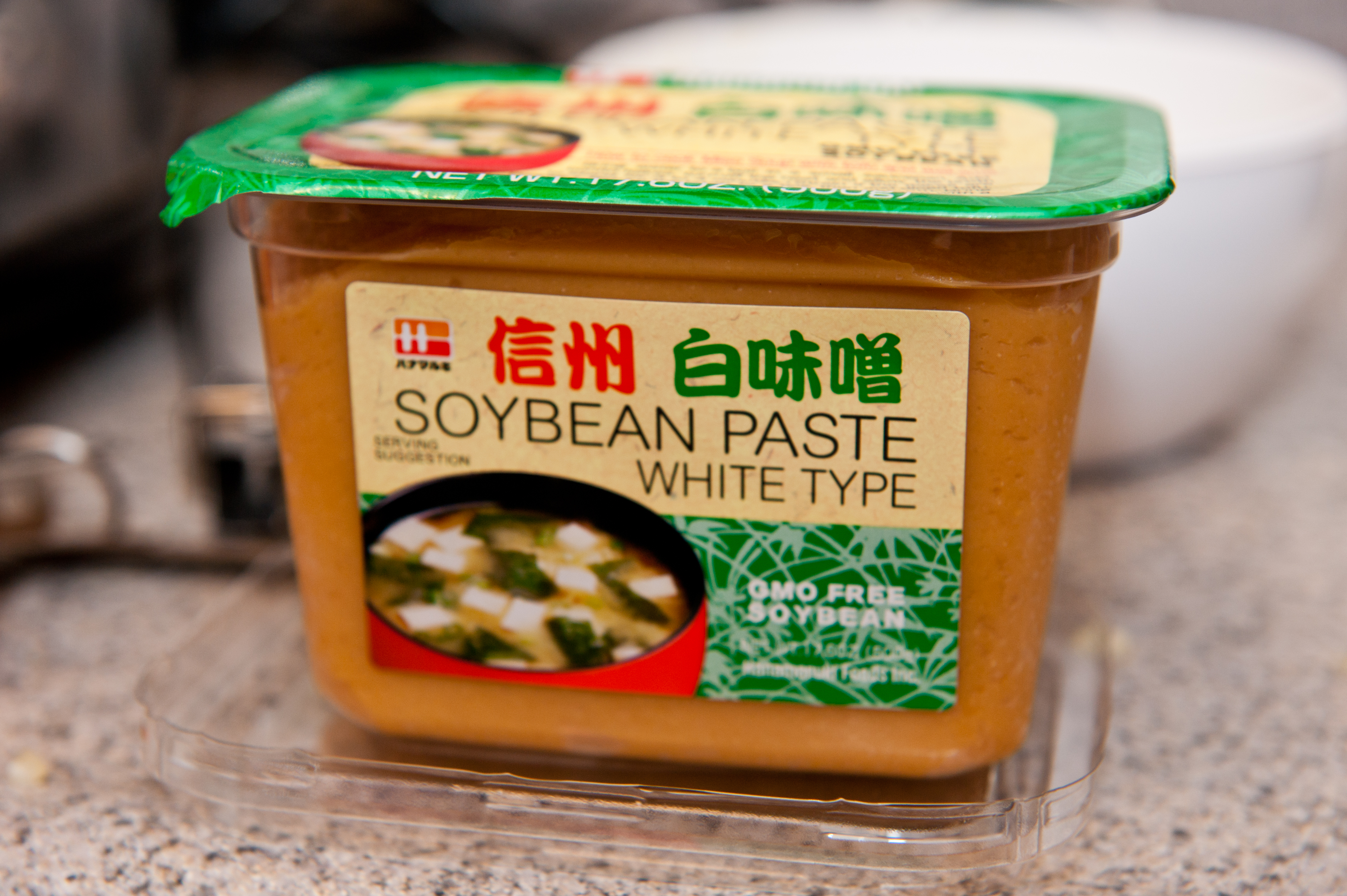
信州白味噌

- おかあさん - パッケージにはサトウハチロー作による詩が記されている。
- 田舎みそ
- 信州みそ
- お父さん
- 風味一番
- 赤だし
- 無添加
- 無添加減塩 追いこうじみそ
- 極だし
- 仙醸亭
- よりどりシリーズ
- おすし屋さんシリーズ
- からだに嬉しいシリーズ
- 三角パック　ごちそう具材シリーズ
- 健康シリーズ
- カップはなまる屋シリーズ
- 国立循環器病研究センター認定 かるしおシリーズ
- すぐ旨カップシリーズ
- 塩こうじ
- 減塩塩こうじ
- 液体塩こうじ

※かつては、あわせるのがみそ・椀ぐるめなどの商品も主な製品として発売していた。

## CM出演者
- 山内亜美
- 小野武彦
- 山口このみ
- 岡田優佳
- 渋谷桃子
- 吉村作治
- 田口チエ
- 今井美樹
- 幸村真佐男
- 渥美清
- 下条アトム
- 中沢加代子
- 田村奈津子
- 望月優子
- はな
- 芦田愛菜
- 豊嶋花
- 上垣ひなた
- 森永卓郎
- 阿佐ヶ谷姉妹
- 芳野友美
- 北斗晶